# Мала Володимирівка (Курська область)
Мала Володимирівка (рос. Малая Владимировка) — присілок в Медвенському районі Курської області Російської Федерації.
Населення становить 92 особи. Входить до складу муніципального утворення Амосівська сільрада.

## Історія
Населений пункт розташований на території українського етнічного та культурного краю Східна Слобожанщина.
Від 2004 року входить до складу муніципального утворення Амосівська сільрада.

## Населення
| 2002 | 2010 |
| ---- | ---- |
| 86   | ↗92  |